# Северный Тылай
Северный Тылай — река в России, протекает в городском округе Карпинск Свердловской области. Устье реки находится в 25 км по правому берегу реки Тылай. Длина реки составляет 11 км.
Исток реки в южной части Северного Урала, к юго-востоку от горы Сурапанские Камешки (813 м НУМ). Исток лежит на глобальном водоразделе Волги и Оби, рядом берёт начало река Южная Каква. Течёт преимущественно на юг по ненаселённой местности среди гор и холмов, покрытых таёжным лесом. Наиболее значительные притоки — Долгая и Слудка (оба впадают справа).

## Данные водного реестра
По данным государственного водного реестра России, относится к Камскому бассейновому округу, водохозяйственный участок реки — Косьва от истока до Широковского гидроузла, речной подбассейн реки — бассейны притоков Камы до впадения Белой. Речной бассейн реки — Кама.
Код объекта в государственном водном реестре — 10010100312111100008447.